# José Mari
José María Romero Poyón, meglio noto come José Mari (Siviglia, 10 dicembre 1978), è un ex calciatore spagnolo, di ruolo attaccante.

## Caratteristiche tecniche
Inizialmente seconda punta, fu poi utilizzato da Arrigo Sacchi come centravanti; nonostante la velocità e le doti tecniche, la sua media realizzativa fu inferiore alle aspettative.

## Carriera

### Club
Cresciuto nella seconda squadra del Siviglia, debuttò tra i professionisti poco più che maggiorenne. La consacrazione avvenne poi nell'Atlético Madrid, dove si trasferì in seguito alla retrocessione degli andalusi; durante la gestione di Arrigo Sacchi fu lanciato come prima punta, distinguendosi per le capacità di finalizzazione.
Il positivo comportamento nel campionato iberico gli valse, nel dicembre 1999, la chiamata del Milan. Complice anche lo scarso utilizzo da titolare, l'esperienza rossonera non fu soddisfacente; rientrato a Madrid, tornò invece a segnare con regolarità.
Dopo il positivo connubio col Villarreal, ormai prossimo ai trent'anni firmò con il Betis. Difese poi i colori di Gimnàstic de Tarragona e Xerez, ritirandosi nel 2013.

### Nazionale
Vincitore dell'argento olimpico a Sydney 2000, conta 4 presenze e una rete con la nazionale maggiore.

## Statistiche

### Cronologia presenze e reti in nazionale
| Cronologia completa delle presenze e delle reti in nazionale ― Spagna | Cronologia completa delle presenze e delle reti in nazionale ― Spagna | Cronologia completa delle presenze e delle reti in nazionale ― Spagna | Cronologia completa delle presenze e delle reti in nazionale ― Spagna | Cronologia completa delle presenze e delle reti in nazionale ― Spagna | Cronologia completa delle presenze e delle reti in nazionale ― Spagna | Cronologia completa delle presenze e delle reti in nazionale ― Spagna | Cronologia completa delle presenze e delle reti in nazionale ― Spagna |
| Data                                                                  | Città                                                                 | In casa                                                               | Risultato                                                             | Ospiti                                                                | Competizione                                                          | Reti                                                                  | Note                                                                  |
| --------------------------------------------------------------------- | --------------------------------------------------------------------- | --------------------------------------------------------------------- | --------------------------------------------------------------------- | --------------------------------------------------------------------- | --------------------------------------------------------------------- | --------------------------------------------------------------------- | --------------------------------------------------------------------- |
| 25-4-2001                                                             | Cordova                                                               | Spagna                                                                | 1 – 0                                                                 | Giappone                                                              | Amichevole                                                            | -                                                                     | 46’                                                                   |
| 20-11-2002                                                            | Granada                                                               | Spagna                                                                | 1 – 0                                                                 | Bulgaria                                                              | Amichevole                                                            | 1                                                                     | 46’                                                                   |
| 12-2-2003                                                             | Las Palmas                                                            | Spagna                                                                | 3 – 1                                                                 | Germania                                                              | Amichevole                                                            | -                                                                     | 84’                                                                   |
| 30-4-2003                                                             | Madrid                                                                | Spagna                                                                | 4 – 0                                                                 | Ecuador                                                               | Amichevole                                                            | -                                                                     | 75’                                                                   |
| Totale                                                                |                                                                       | Presenze                                                              | 4                                                                     |                                                                       | Reti                                                                  | 1                                                                     |                                                                       |

## Palmarès

### Club
- Coppa Intertoto UEFA: 2

Villarreal: 2003, 2004

### Nazionale
- Argento olimpico: 1

Spagna: 2000